# Diplohaplont

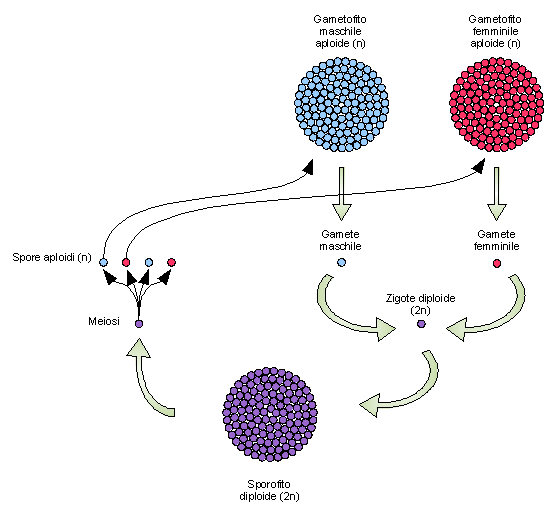
Eenhuizige, heterospore diplohaplont met digenetische cyclus

Een diplohaplont (of haplodiplont) is een meercellig eukaryoot organisme met een diplohaplofasische of heterofasische levenscyclus. Een diplohaplont heeft dus met een kernfasewisseling tussen haplofase en diplofase, en met een generatiewisseling van een haploïde en (een of twee) diploïde generaties.
Een diploïde (meio-)sporofyt vormt door sporische (ook wel: intermediaire) meiose de haploïde sporen, waaruit dan de gametofyt zich ontwikkelt.
Er is ten minste één diploïde generatie, maar er kunnen ook twee diploïde generaties zijn: diplohaplonten met digenetische of trigenetische cyclus.

## Algemene kenmerken
Bij diplohaplonten treedt, ongeveer in het midden van hun cyclus, de intermediaire of sporische meiose op, waarvan de meiosporen het onmiddellijke product zijn. Er is dus een afwisseling van kernfasen: een diploïde fase en een haploïde fase.
Als er twee generaties te onderscheiden zijn (digenetische cyclus) kunnen deze generatiesgelijkvormig zijn (bij een isomorfe generatiewisseling) óf (bij een heteromorfe generatiewisseling) juist duidelijk verschillend in grootte en in levensduur.
Van diplohaplonten zijn er talloze voorbeelden, zoals veel algen (o.a. Heterokontae, groenwieren en alle roodwieren), en alle mossen, levermossen, hauwmossen en vaatplanten.

## Digenetische sporische cyclus
Bij de digenetische sporische cyclus (dus met twee generaties) worden de haploïde (meio-)sporen gevormd door meiose. Bij de sporische cyclus zijn een- en tweehuizige soorten te onderscheiden.
Bij de digenetische cyclus komt zowel isomorfie als heteromorfie voor. Deze beide termen slaan op het gelijkvormig zijn of juist het morfologisch verschillend zijn van de beide generaties. 
Bij de heteromorfe diplohaplonten komen isospore groepen (levermossen, mossen, hauwmossen)
Heterosporie met (mannelijke) microsporen en (vrouwelijke) macrosporen komt voor bij soorten van enkele groepen varens en bij zaadplanten.

## Trigenetische cyclus
Bij de trigenetische cyclus van roodwieren (Rhodophyta) bestaat de diploïde fase uit opeenvolgend de carposporofyt (die door mitose de carposporen vormt) en de meiosporofyt (die door reductiedeling de meiosporen vormt). De carposporofyt wordt ook wel mitosporfyt genoemd, omdat de carposporen door mitose worden gevormd.
Ook bij de tot de schimmels behorende basidiomyceten komt een trigenetische cyclus voor.

## Schema
| Biologische levenscycli bij meercellige organismen met geslachtelijke voortplanting | Biologische levenscycli bij meercellige organismen met geslachtelijke voortplanting | Biologische levenscycli bij meercellige organismen met geslachtelijke voortplanting | Biologische levenscycli bij meercellige organismen met geslachtelijke voortplanting | Biologische levenscycli bij meercellige organismen met geslachtelijke voortplanting                                                      |
| ----------------------------------------------------------------------------------- | ----------------------------------------------------------------------------------- | ----------------------------------------------------------------------------------- | ----------------------------------------------------------------------------------- | --- |
| Cyto logische kernfase- wisseling                                                   | Organisme type:                                                                     | Haplont:                                                                            | Diplont:                                                                            | Diplohaplont = Haplodiplont: |
| Cyto logische kernfase- wisseling                                                   | Kernfase; Kernfasewisseling:                                                        | Haplofase; Haplofasisch                                                             | Diplofase; Diplofasisch                                                             | Haplofase ↻ Diplofase; Diplohaplofasisch = Heterofasisch                                                                                 |
| Cyto logische kernfase- wisseling                                                   | Meiose moment:                                                                      | Zygotisch ↓                                                                         | Gametisch ↓                                                                         | Sporisch, ↓ Intermediair |
| Morfo- logische generatie- wisseling                                                | Monogenetisch: (monofasisch) →                                                      | Monogenetische haplont                                                              | Monogenetische diplont                                                              | |
| Morfo- logische generatie- wisseling                                                | Digenetisch: (difasisch) →                                                          |                                                                                     | Digenetische diplont                                                                | Digenetische diplohaplont \| Isomorf, isospoor \| ↓ Heteromorf ↓ \| ↓ Heteromorf ↓ \| \| Isomorf, isospoor \| isospoor \| heterospoor \| |
| Morfo- logische generatie- wisseling                                                | Trigenetisch: (trifasisch) →                                                        |                                                                                     |                                                                                     | Trigenetische diplohaplont |
| Isomorf, isospoor                                                                   | ↓ Heteromorf ↓                                                                      | ↓ Heteromorf ↓                                                                      |                                                                                     | |
| Isomorf, isospoor                                                                   | isospoor                                                                            | heterospoor                                                                         |                                                                                     | |